# London broil

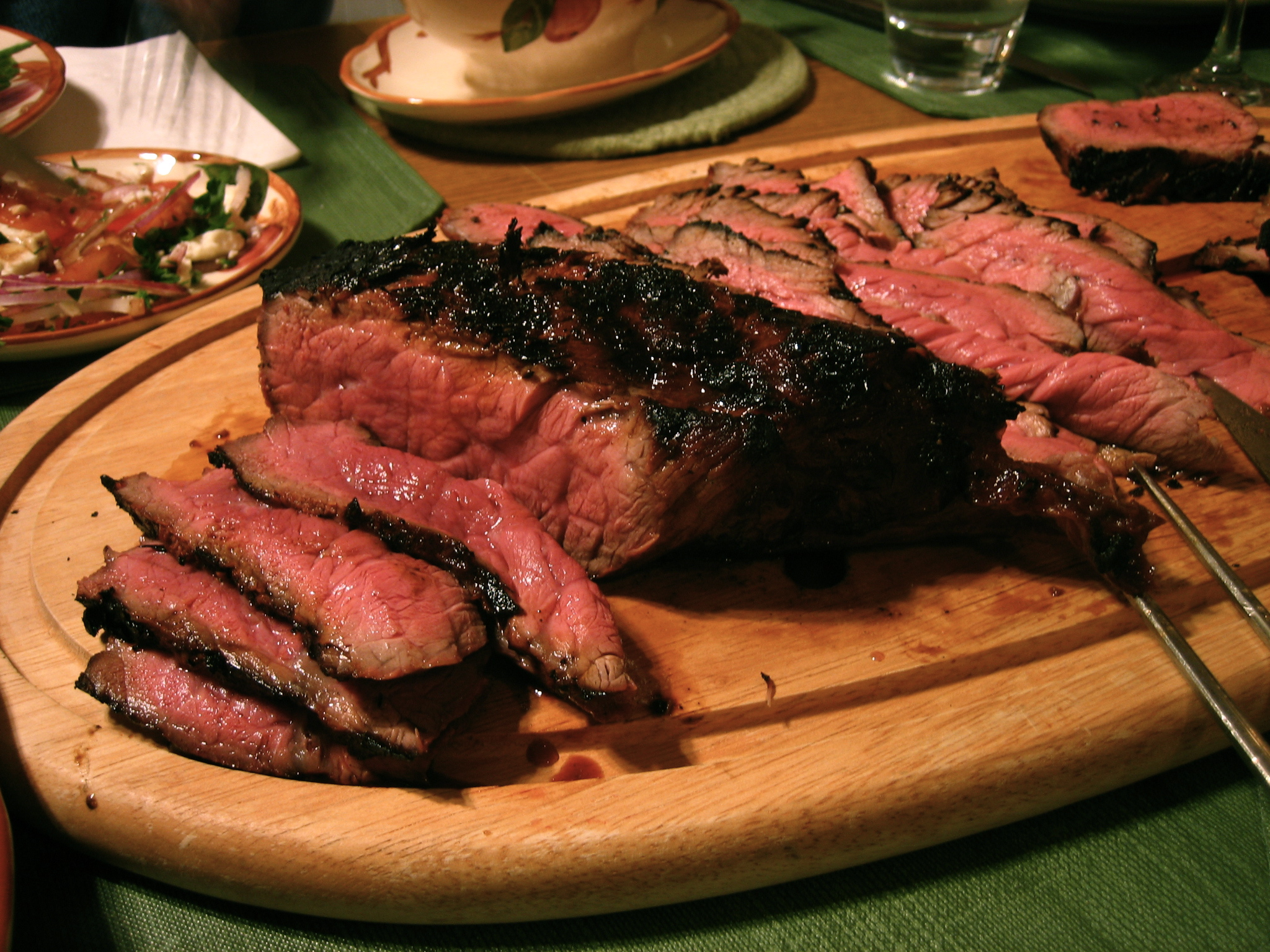
London broil

London broil – amerykańskie danie (rodzaj steku) z wołowiny, wycinane z łaty, powstałe najczęściej w wyniku grillowania. Nazwa (burda, kłótnia londyńska) nie jest do końca jasna, gdyż danie nie jest znane ani w Londynie, ani w ogóle w Anglii. Wołowinę po upieczeniu (wcześniej zamarynowaną) kroi się w cienkie paski. Najlepsze efekty uzyskuje się w wersji krwistej (niezbyt mocno upieczonej) i bardzo cienko krojonej.
Danie przygotowywane jest zarówno w USA, jak i w Kanadzie.